# Dinera lugens
Dinera lugens là một loài ruồi trong họ Tachinidae.